# Les Visages de l'ombre
Les Visages de l'ombre est un roman policier français de Boileau-Narcejac, paru en 1953.

## Résumé
L'explosion accidentelle d'une grenade pendant qu'il jardinait dans son domaine défigure et prive le grand industriel Hermantier de la vue. Pour le patron des usines Hermantier, c'est le début d'une lente réadaptation. Après un mois, il peine encore à se retrouver dans sa propre chambre. Son environnement lui paraît à la fois étranger et familier. Il se rassure en se disant qu'il s'agit là d'une période de transition, certes difficile, mais temporaire. Il est certain de parvenir un jour à s'orienter seul, à redevenir progressivement autonome. 
Il n'a rien perdu de sa combativité, même aveugle, il entend reprendre les rênes de son entreprise, développer un nouveau prototype. Il découvre cependant ses limites : il est incapable de tout se rappeler, n'a plus l'autorité d'antan. Un moment d'inattention ou une tentative trop hasardeuse de franchir des obstacles et il se retrouve complètement perdu, démuni. Lui qui a toujours tout contrôlé et vérifié, il doit s'en remettre à ses proches, leur faire confiance.
Or de petits incidents étranges font naître une sourde inquiétude en lui. Bien conscient que son état accentue le petit penchant pour la paranoïa qu'il a toujours eu, il ne peut se défaire de la vague, mais persistante impression que les gens complotent autour de lui. Il se méfie de tout le monde : de sa femme, au premier chef, mais également de son meilleur ami. 
Il est aussi déstabilisé par ses sens car il ne reconnait pas forcément toujours les lieux, par exemple il pense qu’un jeune arbre qu’il a planté devrait se trouver là mais il n’arrive pas à le trouver. Il lui faudra l’aide de sa femme pour l’identifier.
Il se rend aussi compte qu’on lui cache des choses, d’abord trois fois rien. Une prise électrique qui a changé de position par rapport à son souvenir. Son frère lui explique alors que l’on a fait faire de travaux avant sa venue mais qu’on ne lui en a pas parlé.
Puis on lui explique l’absence de son frère par une dispute entre lui et sa femme qui l’aurait mis dehors, mais en réfléchissant il se rend compte que son frère a dû être victime d’une attaque et qu’il est décédé, sinon pourquoi aurait-on entendu le glas et surtout pourquoi le lui aurait-on caché.
Il réussit à apprendre la vérité de sa femme qui pensait que c’était mieux pour lui, pour ne pas le perturber plus. Mais, en se rendant sur la tombe de son frère il veut tâter la pierre tombale pour voir si elle est belle et comme son chauffeur s’est absenté pour trouver des fleurs, personne ne l’en empêche. Il se rend alors compte que le nom sur la pierre est le sien. Ainsi on cherche à le faire passer pour mort, sans doute pour pouvoir légalement diriger son usine et ne pas procéder au lancement de son projet. Lorsqu’il se rend dans la chambre de sa femme pour s’expliquer avec elle il ressent la présence de son associé et comprend que sa femme et lui son amant puisqu’il est censé être reparti s’occuper de l’usine.
Il décide alors de s’enfuir la nuit, il connait assez le chemin jusqu’au village pour s’y rendre. Une fois sur place il avisera. Mais le chemin est bien plus long que prévu. Finalement il est recueilli et termine à l’hôpital. Il se rend alors compte que l’on parle italien et comprend mieux les petites différences (pécher, prise électrique, odeur étranges…), il n’est pas dans sa maison de bord de mer, mais en Italie, c’est comme cela qu’on a pu le faire passer pour mort puisque personne ne le connait.
Les médecins ne parlent pas français, il ne peut donc pas leur expliquer le problème et leur demander de prévenir la police. Finalement c’est sa femme qui vient le rechercher et paye grassement le médecin pour qu’il ne fasse aucune histoire.

## Adaptations

### Au cinéma
- 1960 : Faces in the Dark, film britannique réalisé par David Eady, d'après le roman Les Visages de l'ombre, avec John Gregson, Mai Zetterling et John Ireland.

### À la télévision
- 1984 : Gesichter des Schattens, téléfilm allemand réalisé par Kristian Kühn, d'après le roman Les Visages de l'ombre, avec Wolfgang Wahl.